# Цветочный усач
Усач цветочный, или изменчивый усач (лат. Brachyta (Evodinus) interrogationis) — вид жуков-усачей из подсемейства усачики.

## Описание
Жук длиной от 9 до 18 мм, имеет чёрную окраску, надкрылья буровато-жёлтые, околощитковое пятно, продольная полоса на диске, загнутая до бокового края, и три краевых пятна чёрные; рисунок изменчив. 5—10-й членики усиков у самцов без кантика, 11-й без придатка. Шов жёлтый.

## Распространение
Ареал вида: Европа и Россия.

## Галерея

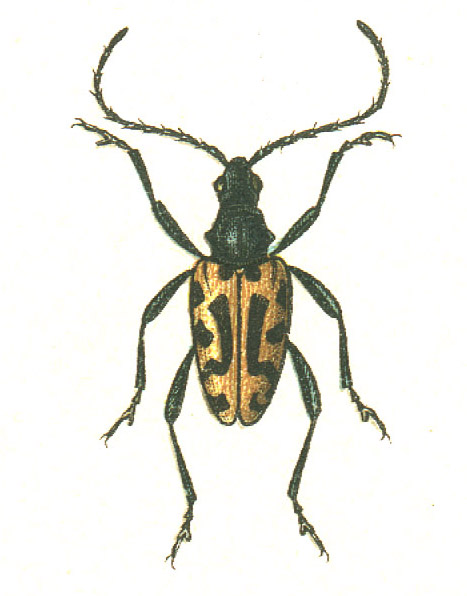
Иллюстрация